# Группа тактических водолазов ВМС Аргентины
Группа тактических водолазов (исп. Agrupación de Buzos Tácticos, APBT) — подразделение специального назначения ВМС Аргентины, дислоцируется в Мар-дель-Плате (провинция Буэнос-Айрес).

## История
Группа боевых пловцов Аргентины была первым подразделением спецопераций в Южной Америке. Она была развернута в 1952 году на борту тактико-десантного корабля «Кабо Сан-Бартоломе» с помощью инструкторов — бывших боевых пловцов 10-й флотилии MAS ВМС Италии. В то время сокращенная тактическая группа боевых пловцов действовала с этого корабля. С годами ВМС создали вторую группу, а в 1966 году они слились в единую тактическую группу боевых пловцов.
Группа находится в составе командования подводных сил и подчинена непосредственно начальнику морских операций.

## Служба
«Бузо тактико» принимали участие в Фолклендской войне. Так, в 04:30 2 апреля 1982 года небольшая передовая разведывательно-диверсионная группа, состоящая из восьми боевых пловцов, скрытно высадилась с подводной лодки «Санта-Фе» на берег в Йорк-бей, где провела расчистку рулежной дорожки и захватила световой маяк.